# 独立混成第11旅団
独立混成第11旅団（どくりつこんせいだいじゅういちりょだん）は、大日本帝国陸軍の独立混成旅団の一つ。1934年（昭和9年）と、1939年（昭和14年）に編成された。

## 第一次編成
1934年（昭和9年）3月17日編成下令、同年10月15日に編成完結し関東軍に属した。なお、本旅団は内地と満州にあった、近衛、第1、第2、第4、第11、第14の各師団および、独立守備隊から兵力を抽出して編成された。
内地で編成された部隊が、1935年（昭和10年）2月、大連に上陸、司令部を熱河省承徳に置き、帰還した第7師団の任務を引き継ぎ南満州の警備や治安維持に従事した。地方軍閥が熱河省南部に侵入することもあり、同年5月には長城線を越え中国領内での治安粛正作戦を展開、冀東防共自治政府を支援した。
1937年（昭和12年）7月に盧溝橋事件が勃発すると、独立混成第1旅団とともに支那駐屯軍に編入された。支那駐屯軍隷下平津地区の掃討を終え、チャハルに侵攻し、1937年（昭和12年）9月30日に第26師団に改編された。

### 歴代旅団長
- 川岸文三郎 少将：1935年（昭和10年）1月21日 - 1936年（昭和11年）3月23日
- 鈴木重康 少将：1936年（昭和11年）3月23日 - 1937年（昭和12年）9月30日（廃止）

### 所属部隊
- 独立歩兵第11連隊
- 独立歩兵第12連隊
- 独立野砲兵第11連隊
- 独立山砲兵第12連隊
- 独立騎兵第11中隊
- 独立工兵第11中隊
- 独立輜重兵第11中隊

## 第二次編成
第二次編成の独立混成第11旅団は、1939年（昭和14年）1月14日に浙江省嘉興で編成され、1942年（昭和17年）2月2日に第60師団に改編された。

### 歴代旅団長
- 富士井末吉 少将：1939年（昭和14年）1月14日 - 1940年（昭和15年）3月9日
- 高橋重三 少将：1940年（昭和15年）3月9日 - 1941年（昭和16年）3月1日
- 堤三樹男 少将：1941年（昭和16年）3月1日 - 1942年（昭和17年）2月2日（廃止）

### 所属部隊
- 独立歩兵第46大隊
- 独立歩兵第47大隊
- 独立歩兵第48大隊
- 独立歩兵第49大隊
- 独立歩兵第50大隊